# MC2
MC2 (Marvel Comics 2) é uma série de revistas ligadas à Marvel Comics. As histórias acontecem numa continuidade diferente no Universo Marvel, com as histórias dos personagens um pouco modificadas e num futuro próximo. Neste universo alguns heróis possuem filhos já adolescentes, como é o caso da Garota-Aranha, filha do Homem-Aranha.